# Motim de Esquilache

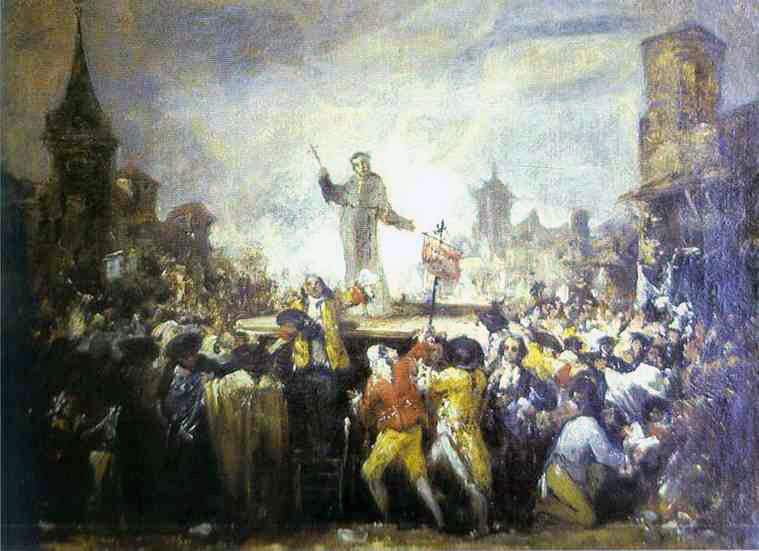
Motim de Esquilache, por Francisco de Goya

O Motim de Esquilache foi uma revolta popular ocorrida na Espanha em março de 1766. Dentre as diversas consequências que o movimento trouxe, que incluíam diversos setores da sociedade, a principal foi o banimento do Marquês de Esquilache, o principal ministro do rei Carlos III. Foi considerada uma revolta de subsistência por ter a fome como um dos fatores principais para seu início.
O motim expressou de maneira ingênua suas demandas políticas e econômicas, mas em nenhum momento manifestou-se contra o poder real ou contra os privilégios da nobreza e clero. A historiografia atual estuda o motim sob a perspectiva de um movimento popular com viés político devido à luta pelo poder entre duas facções da Corte, tirando do foco a questão das capas e chapéus como o fator principal e causador da revolta, apesar de terem sido parte importante.

## Antecedentes
Os motins e revoltas geralmente são o final do processo de uma crise. No caso espanhol, passou por uma longa e lenta fase preparatória, pois o descontentamento geral tinha infiltrado em diferentes níveis sobre a base das estruturas socioeconômicas. A Espanha encontrava-se numa situação complicada, vivendo com uma política monárquica absolutista, uma sociedade estamental e uma economia pobre e deficitária que dificultava avanços.
Um elemento importante do país era Leopoldo de Gregorio, mais conhecido como Marquês de Esquilache, o principal e favorito ministro do rei. Propunha uma série de modernizações na cidade de Madri, que não estava de acordo com os padrões que se esperava da residência da Corte ilustrada: as condições eram insalubres, inseguras e a sociedade considerada indigna. Os planos do marquês envolviam limpeza, pavimentação e iluminação das ruas, além da criação de fossas sépticas e jardins. A maneira firme do marquês ao impor reformas e renovações gerava irritação e em alguns casos era interpretada como uma violação dos costumes. 
A medida mais controversa foi a renovação de uma proibição já existente, que consistia em abolir definitivamente o uso de capas e do sombrero de aba larga, também conhecido como chambergo. A justificativa dada para tal proibição era que a roupa permitia esconder armas e permanecer no anonimato, o que encorajaria a desordem e os delitos e dificultando a identificação dos possíveis revoltosos enquanto estivessem vestindo o traje. 

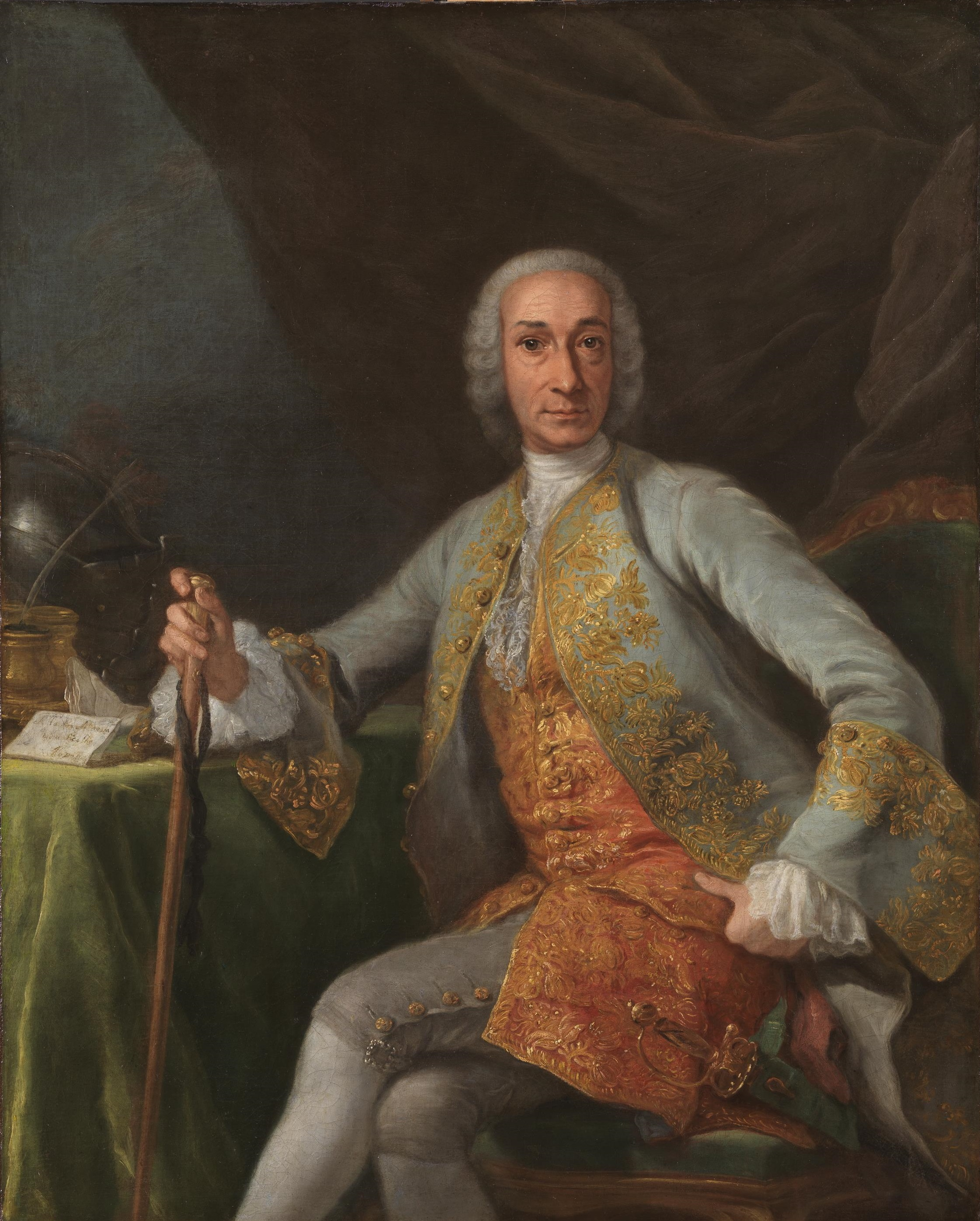
Leopoldo de Gregorio, Marquês de Esquilache

Embora a proibição da vestimenta tenha causado revolta por parte da população, a verdadeira razão para o motim acontecer estava no aumento dos preços dos alimentos básicos devido à baixa da colheita de grãos, produzindo uma situação de fome entre as classes trabalhadoras, e que estava ligada às medidas da reforma econômica promovida por Esquilache. Para exemplificar: o pão, que era alimento fundamental da dieta, duplicou seu preço
em cinco anos.
Como ocorria nos tumultos de subsistência do Antigo Regime, a escassez de pão tornou-se insuportável para a classe humilde na época do ano em que o trigo é o mais caro, antes da colheita e quando as reservas do ano anterior estão se esgotando, maximizando o conflito. Esquilache acaba com as leis que impediam o livre comércio do trigo. E os comerciantes aproveitam a situação para aumentar os preços justificando-se na premissa da oferta e demanda: havia pouca mercadoria e muita gente querendo comprar. Por conta disso os preços foram aumentando de forma exorbitante, fazendo com que os mais pobres não conseguissem arcar com o preço do trigo. Havia também um fator xenófobo contra os italianos (considerando que Esquilache vinha de Nápoles), que também pode ser classificado como um elemento motivador.

## A revolta
Logo com a publicação do édito de proibição de vestimenta veio a reação popular. Usavam pasquins de cunho vexatório contra Esquilache, e um fator curioso é a escrita culta que aparecia neles, o que contradizia com o jeito iletrado dos mais humildes.O movimento organizava-se de modo a fazer uma oposição inteligente por meio de panfletos, canções e octavilhas que eram confeccionadas durante o motim.

El Portugués arrogante,

El Italiano puyante,

Y el Argelino insolente;

Los Holandeses muy ricos,

Los Franceses con ozicos,

El Marruecos em algo media

Y todo eso lo remedia

El sombrero de tres picos.

Que estén las Indias rendidas,

Los pueblos abandonados,

Los lugares desploblados,

Las letras y armas perdidas,

Las plazas desguarnecidas

Y otros con lo que hurtan ricos,

Todos los estorvos chicos,

Lo que sólo importa es

Que anden con cabriolés

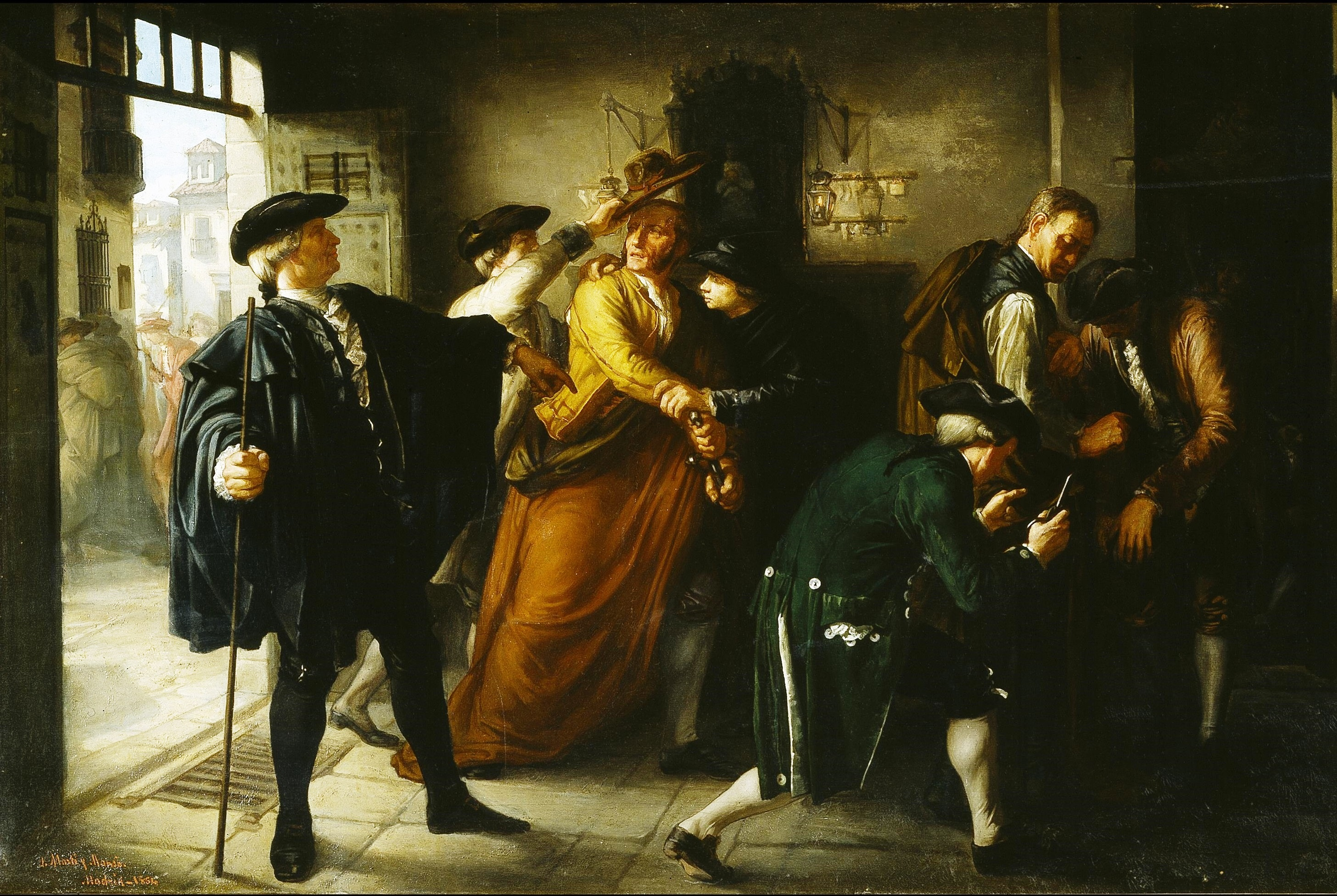
Exemplo das vestimentas
"Chapéus e Capas"; pintura feita por
José Martí y Monsó (1864)

Y sombreros de tres picos…" 
Os amotinados pediam por um "o bom governo", que começaria ao eliminar os marqueses de Esquilache e Grimaldi, ambos estrangeiros, inimigos do povo.
Esquilache ordenou aos soldados que ajudassem as autoridades municipais no cumprimento da ordem, e multas começaram a ser distribuídas, o que fez o descontentamento crescer e gerar pequenos focos de violência. 
O motim começou na tarde do Domingo de Ramos, dia 23 de março de 1766. Um embozado de capa e chambergo aproximou- se provocadoramente dos quartéis Inválidos, onde oficiais de justiça vigiavam habitualmente o cumprimento da norma acerca da capa e chapéus. Um oficial o deteve e depois de uma breve troca de recriminações, o embozado tirou uma espada de entre suas roupas e avisou a um grupo maior, o qual recebeu adesão espontânea de muitos transeuntes. Os policiais foram forçados a fugir, permitindo que o grupo invadisse o quartel e tomasse posse de sabres e fuzis.

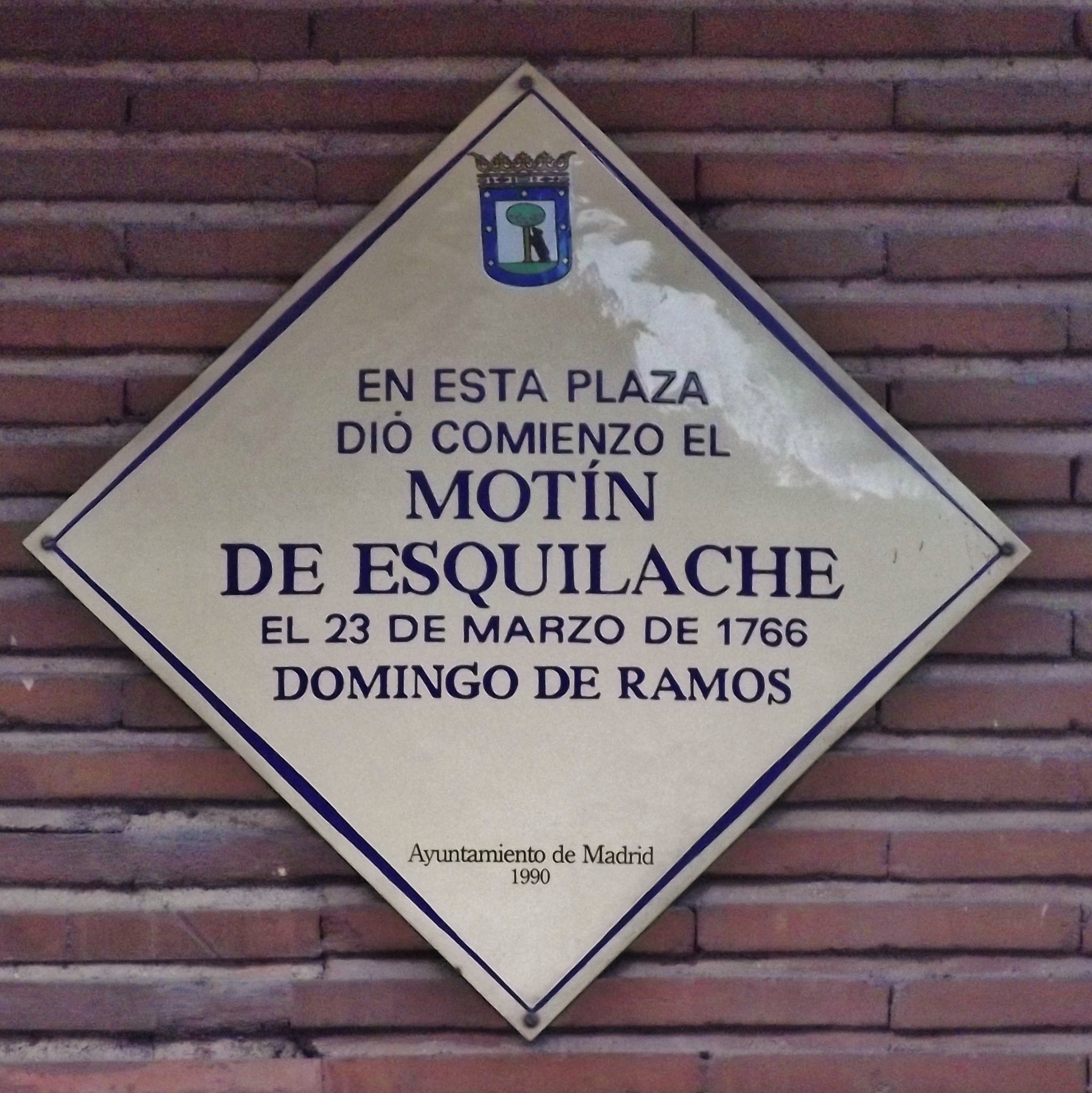

Os amotinados e começaram um passeio pelas ruas da cidade, que culminou diante da casa do marquês, que, no entanto, não estava ali. Isso não impediu que a residência fosse assaltada.
Na segunda de Páscoa, dia 24 de março, espalha-se a notícia de que Esquilache estava no Palácio ao lado do rei, e uma multidão, que continha um número
significativo de mulheres e crianças, segue em direção ao paradeiro de Esquilache. Ali há um confronto com a Guarda da Valônia, que resulta em mortos e feridos de ambos lados.
O clero (secular e regular) era a instituição beneficente mais poderosa do país. Grande parte da população espanhola vivia predominantemente às custas das igrejas e monastérios. O elemento clero surge quando se analisava a temeridade dos amotinados, e o fato de que os feridos se recusavam a ser ouvidos em confissão. Posteriormente isso foi interpretado como prova de que os amotinados haviam sido ensinados por clérigos, que os convenceram da santidade de sua causa e que não deveriam temer pela salvação de suas almas. Eles também pareciam estar convencidos de que os feridos ou prisioneiros e suas famílias seriam financeiramente sustentados.
Os embaixadores estrangeiros que estavam em Madri acabaram chegando à mesma conclusão: a multidão foi liderada por líderes ocultos.
O rei estava disposto a aparecer fisicamente diante dos amotinados, acreditando que sua mera presença os acalmaria, mas antes de tomar qualquer tipo de decisão pessoal, convocou urgentemente uma reunião de conselheiros em sua antecâmara. A maioria dos assessores militares o aconselhava a responder com muita violência para restaurar a ordem. Os conselheiros civis eram claramente a favor de ouvir os pedidos do povo, que culpava Esquilache. O rei aceitou os critérios deste segundo grupo e aparece na sacada para ouvir as demandas. A multidão se
dispersa e a cidade parecia estar em estado de calmaria novamente.
Algumas das reivindicações eram: 
1. abaixar os preços dos alimentos.
2. exílio de Esquilache e sua família.
3. mantimento das vestimentas que tinham sido proibidas.
4. hispanização do ministério.
5. retirada da Guarda de Valônia.[8]

A terça-feira Santa, dia 25 de março, amanheceu tranquila, com o povo confiando na palavra real dada no dia anterior. No entanto, espalhou-se a notícia de que Carlos III, que tinha se sentido muito afetado em sua dignidade e estava assustado, tinha ido para o palácio de Aranjuez levando consigo toda a sua família. A população foi perturbada pelos rumores que poderiam significar que o monarca pretendia subjugar a cidade usando o exército. A agitação nas ruas aumentou e houve desordem e pilhagem piores do que no dia anterior. Diversos estabelecimentos são saqueados e uma carta é escrita ao rei, contendo exigências da população, que acaba sendo respondida pelo mesmo. 
Sua resposta foi proclamada nas ruas de Madrid. O rei explicava sua ausência devido a uma indisposição e ratificou sua promessa de respeitar as demandas populares, principalmente a redução de todos os preços dos alimentos, e ainda mais do pão. Porém fez uma advertência que ele não apareceria até que os ânimos do povo estivessem acalmados, fazendo com que a reação geral a esse pedido fosse de obediência. Armas roubadas foram devolvidas, mas os pasquins não sumiram de circulação.

## Pós-revolta e consequências

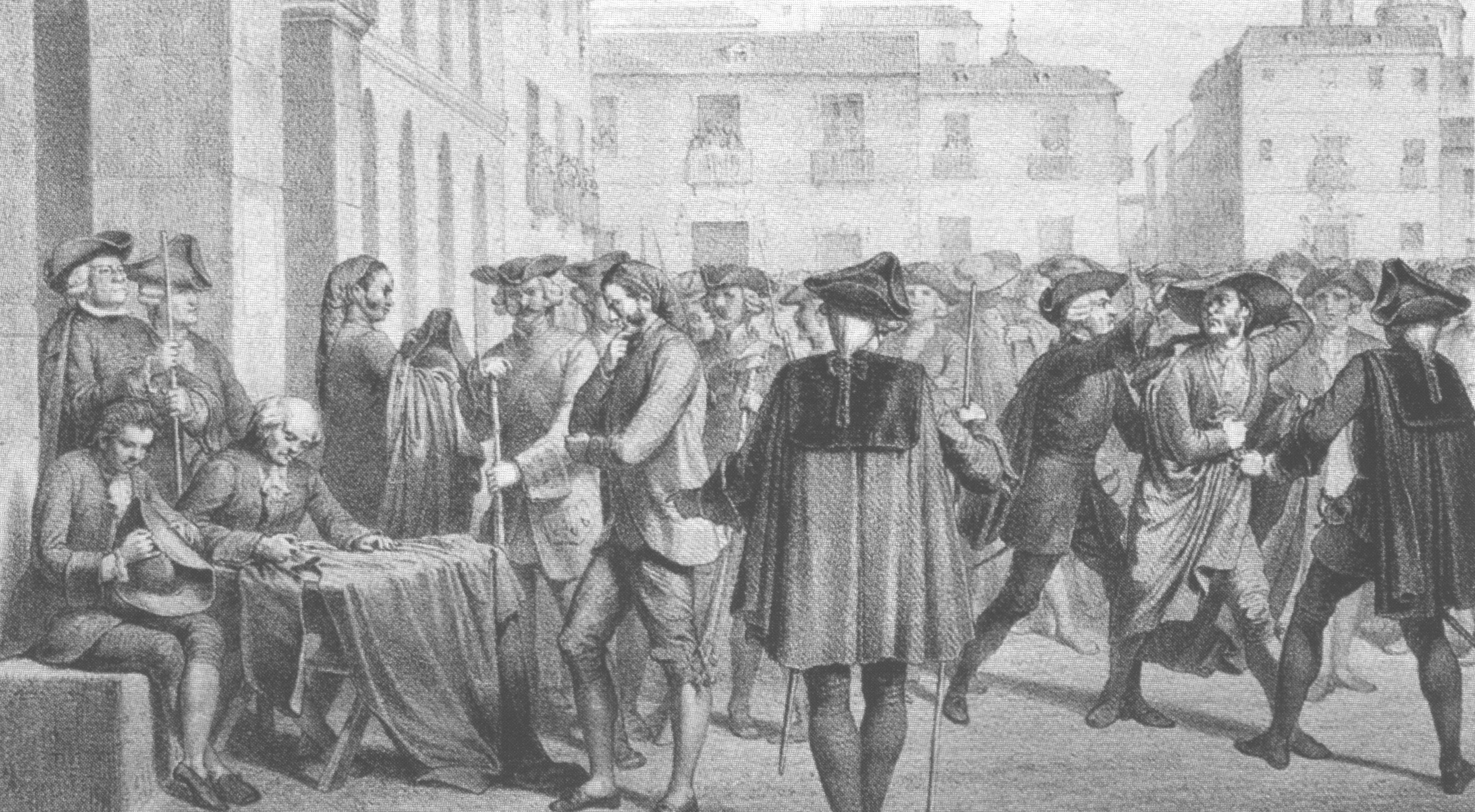
pintura retratando o Motim de Esquilache

As notícias do motim em Madri se espalharam por toda a Espanha, envolvendo diversas cidades e povoados. Os movimentos não tinham ligação uns com os outros, e também não eram continuidades entre si. Diferentes entre si, um elo em comum era o apelo ao protecionismo do consumidor, seguindo o modelo clássico do motim de subsistência.
Esquilache foi exilado e o Conde de Aranda, Capitão Geral de Valência tornou-se o homem forte do novo governo. A notícia dos tumultos que eclodiram nas províncias foi perturbadora, e se viu necessária a elevação à Presidência do Conselho um homem enérgico e de pulso firme, como o Conde. Com suas tropas havia se mudado para Aranjuez e tranquilizara Carlos III, produzindo um impacto tranquilizador que era muito necessário. Com suas tropas havia se mudado para Aranjuez e tranquilizara Carlos III. A atribuição de culpa, posteriormente, orientava-se no sentido da oportunidade de encontrar bodes expiatórios. entre os inimigos do partido
que agora ocupava a confiança do soberano.
A Companhia de Jesus foi expulsa de todos os reinos da Monarquia Hispânica no ano seguinte ao motim (1767), sendo uma de suas consequências. A expulsão dos jesuítas não foi exatamente um sinal de anticlericalismo, pois a medida teve o acordo da maioria do clero, tanto secular como regular. O abastecimento e o consumo de alimentos em Madri estava, a partir daquele momento, monitorado por instituições tradicionais e sem os caprichos liberais dos decretos de comércio livre, oferecendo uma resposta contracíclica aos períodos de escassez e fome.
Por fim, de modo gradual e consensual por parte da sociedade de Madri, as capas e os chambergos desapareceram, e curiosamente, passaram a identificar a vestimenta do carrasco. O traje das camadas populares passou a ser como o de um personagem de sainete, cômico e satírico: o manolo, que os aristocratas imitavam por casticismo, como as diversões populares (flamenco e touradas). Era uma promiscuidade estética que em outros lugares da Europa seria inimaginável, mas que na Espanha funcionava como fator de coesão às mudanças sociais. No século XIX a chamada capa espanhola foi identificada como uma moda do país.
Por fim, existem comparações com os eventos da Revolução Francesa (1789), na qual alguns autores consideram o motim de Esquilache como antecipador da Revolução.
A historiografia atual estuda o motim sob a perspectiva de um movimento popular com viés político devido à luta pelo poder entre duas facções da Corte, tirando do foco a questão das capas e chapéus como o fator principal e causador da revolta, apesar de terem sido parte importante.